# Линденер, Борис Александрович
Борис Александрович Линденер (1884—1960) — русский минералог.

## Биография
Родился в селе Малая Пица Нижегородской губернии 31 июля (12 августа) 1884 года, в семье Александра Владимировича (19.06.1847—1915) и Евфалии Степановны (1856—1886) Линденер. Отец — правнук гатчинского любимца императора Павла I Ф. И. Линденера.
После окончания с золотой медалью гимназии учился на физико-математическом факультете Московского университета, естественное отделение которого окончил в 1911 году; был учеником В. И. Вернадского и стал ассистентом при кафедре минералогии Московского городского народного университета им. А. Л. Шанявского — у А. Е. Ферсмана.
С 1909 года был библиотекарем Московского общества испытателей природы.
С 1913 года — учёный хранитель Геологического и Минералогического музея Академии наук, с 1915 по 1922 год преподавал минералогию в Петроградском университете, с 1916 года — управляющий делами и учёный секретарь Комиссии по изучению естественных производительных сил. В 1914—1915 годах принимал участие в экспедициях в Ферганскую долину: вместе с В. И. Лучицким проводил на местности петрографические и минералогические работы в районе Туя-Муюнского радиевого рудника; участвовал в разработке месторождения ванадиевых руд.
В декабре 1926 года был арестован и в июле 1927 года Ленинградским городским судом приговорён к 10 годам лишения свободы по обвинению в растрате казённых ценностей; во время следствия отказался дать ложные показания против А. Е. Ферсмана в обмен на обещанное смягчение участи. Был заключённым Соловецкого лагеря, участвовал в строительстве Беломорско-Балтийского канала в г. Медвежьегорске, с 1931 года был начальником контрольно-опробовательного отряда на руднике и одновременно зав. геологоразведочным отдела и зам. директора по учебной части (в 1932—1935) комбината «Апатит», где создал геологический музей. Был освобождён в 1934 году. В 1937 году был направлен от треста «Апатит» на XVII Международный геологический конгресс.
В 1935—1957 годах (с перерывом в 1941—1943) был директором Дома техники в Кировске Мурманской области; в 1941–1943 годах работал на фосфорном руднике в Верхнекамском районе Кировской области. В Кировске создал минералогический музей и участвовал в организации горно-химического техникума. Был награждён медалями «За оборону Советского Заполярья» (1948) и «За доблестный труд в Великой Отечественной войне 1941–1945 гг.» (1948).
В 1957 году вышел на пенсию.
Умер в Кировске 10 сентября 1960 года.
Специализировался в области спектроскопии минералов. Автор ряда научных работ, опубликованных в «Известиях АН СССР» и журнале «Природа».

## Семья
Первая жена — Мария Николаевна Киреевская (1889—?), внучка родной тёти Екатерины Владимировны Линденер; были разведены.
Второй раз женился на Юлии Григорьевне Абраменко (07.04.1896—14.07.1959).